# Pickens 200 1961
Pickens 200 1961 var ett stockcarlopp ingående i Nascar Grand National Series (nuvarande Nascar Cup Series) som kördes 8 juni 1961 på den 0,5 mile (804,672 meter) långa ovalbanan Greenville-Pickens Speedway i Easley, precis väster om Greenville i South Carolina. Totalt avverkades 100 miles (160,934 km) fördelat på 200 varv. Banunderlaget var dirt. Loppet vanns av Jack Smith i en Pontiac ägd av Smith själv på tiden 1:42.40. Smiths snitthastighet var 58,441 mph. Han var vid målgång ensam förare på ledarvarvet, två varv före tvåan Ned Jarrett. Prispotten uppgick till 3 470 dollar, varav 800 dollar gick till segraren.

## Resultat
| Plc     | Nr | Förare           | Team/ bilägare        | Konstruktör | Start | Varv | Ledda varv |
| ------- | -- | ---------------- | --------------------- | ----------- | ----- | ---- | ---------- |
| 1       | 47 | Jack Smith       | Jack Smith            | Pontiac     | 7     | 200  | 30         |
| 2       | 11 | Ned Jarrett      | B.G. Holloway         | Chevrolet   | 1     | 199  | 170        |
| 3       | 85 | Emanuel Zervakis | Monroe Shook          | Chevrolet   | 4     | 198  | 0          |
| 4       | 8  | Joe Weatherly    | Bud Moore Engineering | Pontiac     | 10    | 198  | 0          |
| 5       | 14 | Jim Paschal      | Julian Petty          | Pontiac     | 3     | 196  | 0          |
| 6       | 7  | Elmo Henderson   | i.u.                  | Pontiac     | 11    | 193  | 0          |
| 7       | 42 | Maurice Petty    | Petty Enterprises     | Plymouth    | 23    | 191  | 0          |
| 8       | 4  | Rex White        | Rex White             | Chevrolet   | 6     | 190  | 0          |
| 9       | 48 | G.C. Spencer     | GC Spencer Racing     | Chevrolet   | 9     | 186  | 0          |
| 10      | 54 | Jimmy Pardue     | Jimmy Pardue          | Chevrolet   | 15    | 183  | 0          |
| 11      | 19 | Herman Beam      | Herman Beam           | Ford        | 26    | 181  | 0          |
| 12      | 62 | Curtis Crider    | Curtis Crider         | Ford        | 22    | 177  | 0          |
| 13      | 71 | Bob Barron       | Bob Barron            | Dodge       | 17    | 172  | 0          |
| 14      | 35 | E.J. Trivette    | M.J. Black            | Plymouth    | 24    | 171  | 0          |
| 15      | 93 | Lee Reitzel      | Lee Reitzel           | Ford        | 18    | 164  | 0          |
| 16      | 43 | Richard Petty    | Petty Enterprises     | Plymouth    | 8     | 130  | 0          |
| 17      | 67 | David Pearson    | Pearson Racing        | Chevrolet   | 5     | 123  | 0          |
| 18      | 89 | Bob Welborn      | Joe Lee Johnson       | Chevrolet   | 14    | 110  | 0          |
| 19      | 58 | Bunk Moore       | i.u.                  | Ford        | 19    | 91   | 0          |
| 20      | 17 | Fred Harb        | Fred Harb             | Ford        | 12    | 85   | 0          |
| 21      | 51 | Doug Cox         | Doug Cox              | Ford        | 13    | 27   | 0          |
| 22      | 86 | Buck Baker       | Buck Baker Racing     | Chrysler    | 16    | 23   | 0          |
| 23      | 1  | Paul Lewis       | Jess Potter           | Chevrolet   | 21    | 23   | 0          |
| 24      | 55 | Bob Gossett      | i.u.                  | Ford        | 25    | 19   | 0          |
| 25      | 27 | Junior Johnson   | Rex Lovette           | Pontiac     | 2     | 13   | 0          |
| 26      | 99 | George Alsobrook | Joe Jones             | Ford        | 20    | 8    | 0          |
| Källor: |    |                  |                       |             |       |      |            |